# Sinodictya tukana
Sinodictya tukana är en insektsart som beskrevs av Matsumura 1940. Sinodictya tukana ingår i släktet Sinodictya och familjen Dictyopharidae. Inga underarter finns listade i Catalogue of Life.